# 圣马丹代屈布莱
圣马丹代屈布莱（法語：Saint-Martin-d'Écublei，法語發音：[sɛ̃ maʁtɛ̃ dekyblɛ] ⓘ）是法国奥恩省的一个市镇，属于莫尔塔涅欧佩什区。

## 地名
法语人名在日常人名译名以及《世界人名翻譯大辭典》、《法语姓名译名手册》等主流人名译名类书籍资料中多译作“马丁”，不过在《世界地名翻译大辞典》、《世界地名译名词典》和《法国地图册》等主流地名译名类书籍资料中多译作“马丹”。

## 地理
圣马丹代屈布莱（48°47'26"N, 0°40'40"E）面积11.94 平方千米，位于法国诺曼底大区奧恩省，该省份为法国西北部内陆省份，北起顺时针与卡爾瓦多斯省、厄尔省、厄尔-卢瓦省、萨尔特省、马耶讷省和芒什省接壤。
与圣马丹代屈布莱接壤的市镇（或旧市镇、城区）包括：圣安托南德索迈尔、里勒河畔圣叙尔皮斯、谢龙维利耶、吕格勒、圣尼古拉德索迈尔。
圣马丹代屈布莱的时区为UTC+01:00、UTC+02:00（夏令时）。

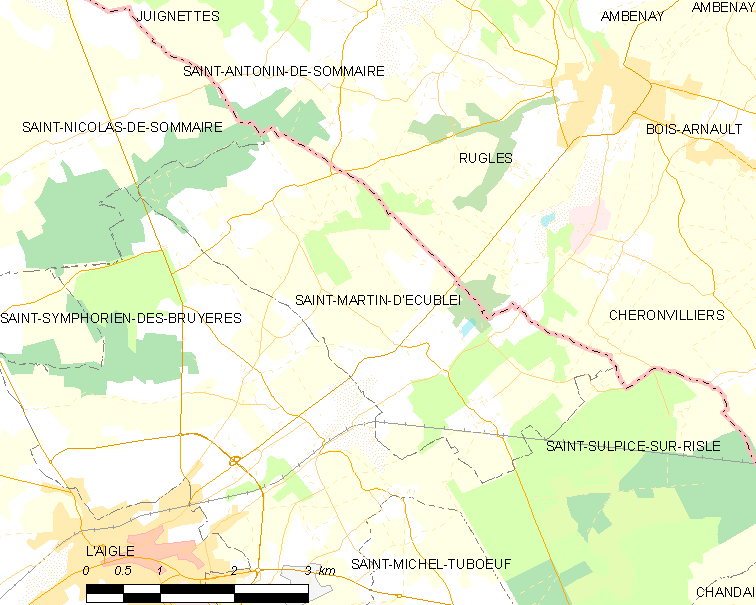
圣马丹代屈布莱的OSM定位图

## 行政
圣马丹代屈布莱的邮政编码为61300，INSEE市镇编码为61423。

## 政治
圣马丹代屈布莱所属的省级选区为莱格勒县。

## 人口

1962-2008年间圣马丹代屈布莱人口变化图示

圣马丹代屈布莱于2022年1月1日时的人口数量为630人。